# Eetbui
Een eetbui (informeel ook vreetbui genoemd) is een moment waarop mensen een grote behoefte hebben aan eten.
Een triviale oorzaak is dat men gewoon trek heeft, maar meestal is er een psychologische reden: men is bijvoorbeeld boos, geïrriteerd of erg verdrietig. Wanneer de eetbuien aanhouden of met een psychologische reden gepaard gaan, is er meestal sprake van een eetstoornis die kan uitmonden in boulimia of een eetbuistoornis, ook wel binge eating disorder.
Tevens kunnen eetbuien als bijwerking van medicatie voorkomen, of bij het gebruik van marihuana.